# Alteratrachyleberis
Alteratrachyleberis is een geslacht van kreeftachtigen uit de klasse van de Ostracoda (mosselkreeftjes).

## Soorten
- Alteratrachyleberis ferganensis Mandelstam, 1959
- Alteratrachyleberis inermis Makhkamov, 1984 †
- Alteratrachyleberis scrobiculata (Muenster, 1830) Malz, 1987
- Alteratrachyleberis striatopunctata (Roemer, 1838) Liebau, 1977 †